# Adaeulum moruliferum
Adaeulum moruliferum is een hooiwagen uit de familie Triaenonychidae. De wetenschappelijke naam van Adaeulum moruliferum gaat terug op Lawrence.